# الفيلق الأمريكي
الفيلق الأمريكي هو منظمة غير ربحية تابعة للولايات المتحدة مقرها في انديانابوليس، إنديانا. تم تشكيل المنظمة في 15 مارس 1919، في باريس، فرنسا، من قبل ألف ضابط ورجل من قوات المشاة الأمريكية، وتم اعتمادها في 16 سبتمبر 1919 من قبل الكونغرس الأمريكي.

## التاريخ
تأسس الفيلق الأمريكي في باريس، فرنسا، في 15 مارس 1919 ، من قبل ألف ضابط، من جميع وحدات قوات المشاة الأمريكية. تم تأكيد العمل باجتماع باريس وتأييده من خلال اجتماع مماثل عقد في سانت لويسفي في الفترة من 8 إلى 10 مايو 1919.

## أعضاء بارزون
من بين أعضاء الفيلق الأمريكي:

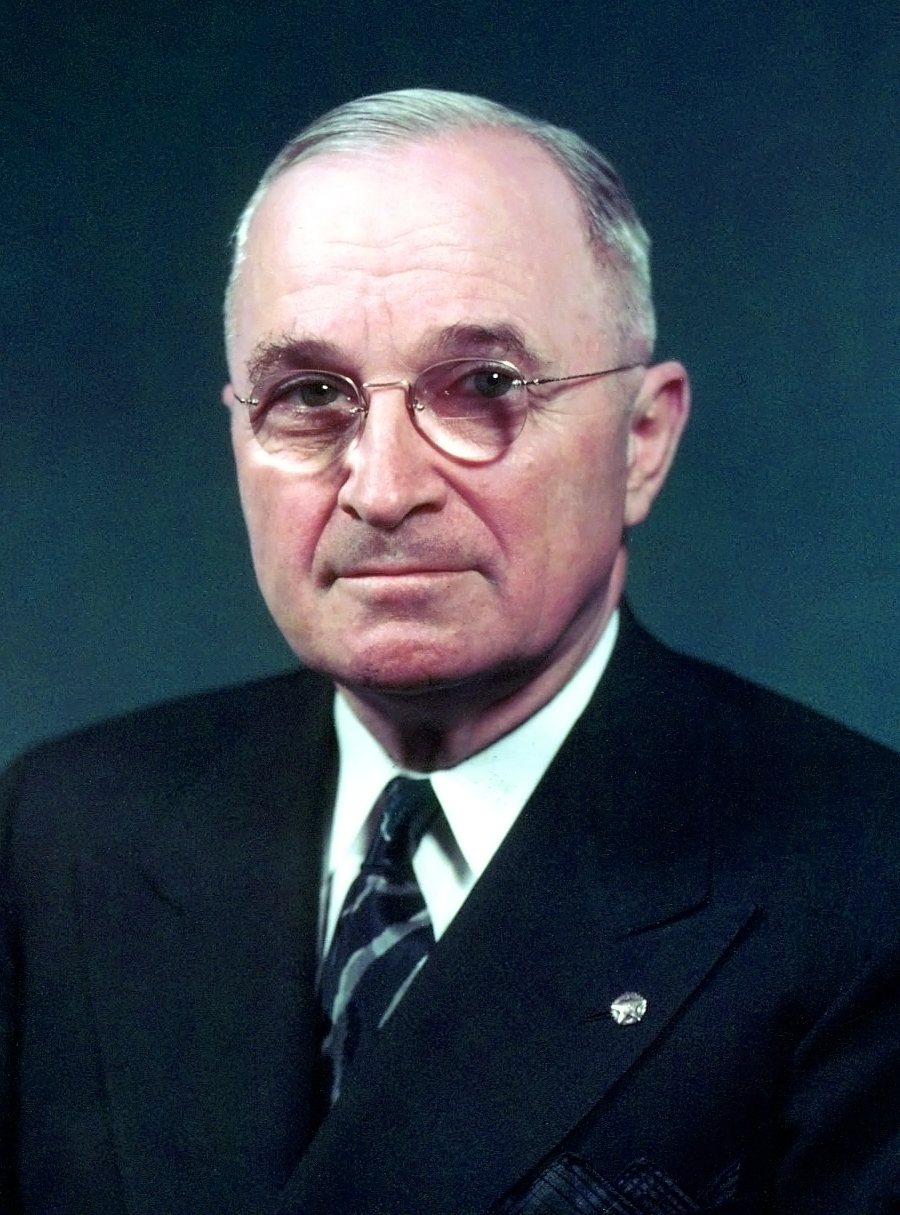
هاري ترومان، الرئيس الثالث والثلاثون للولايات المتحدة
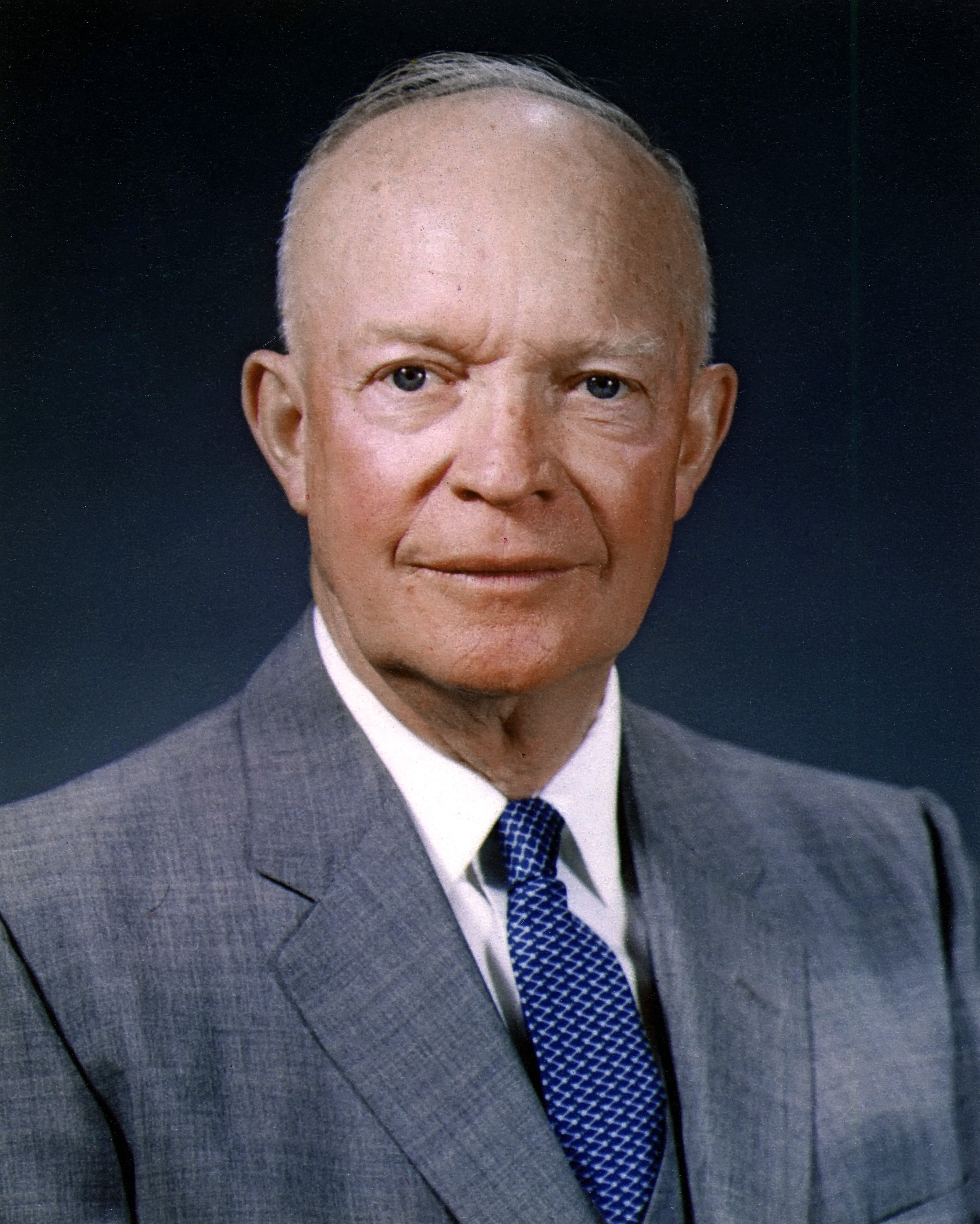
دوايت أيزنهاور، الرئيس الرابع والثلاثون للولايات المتحدة
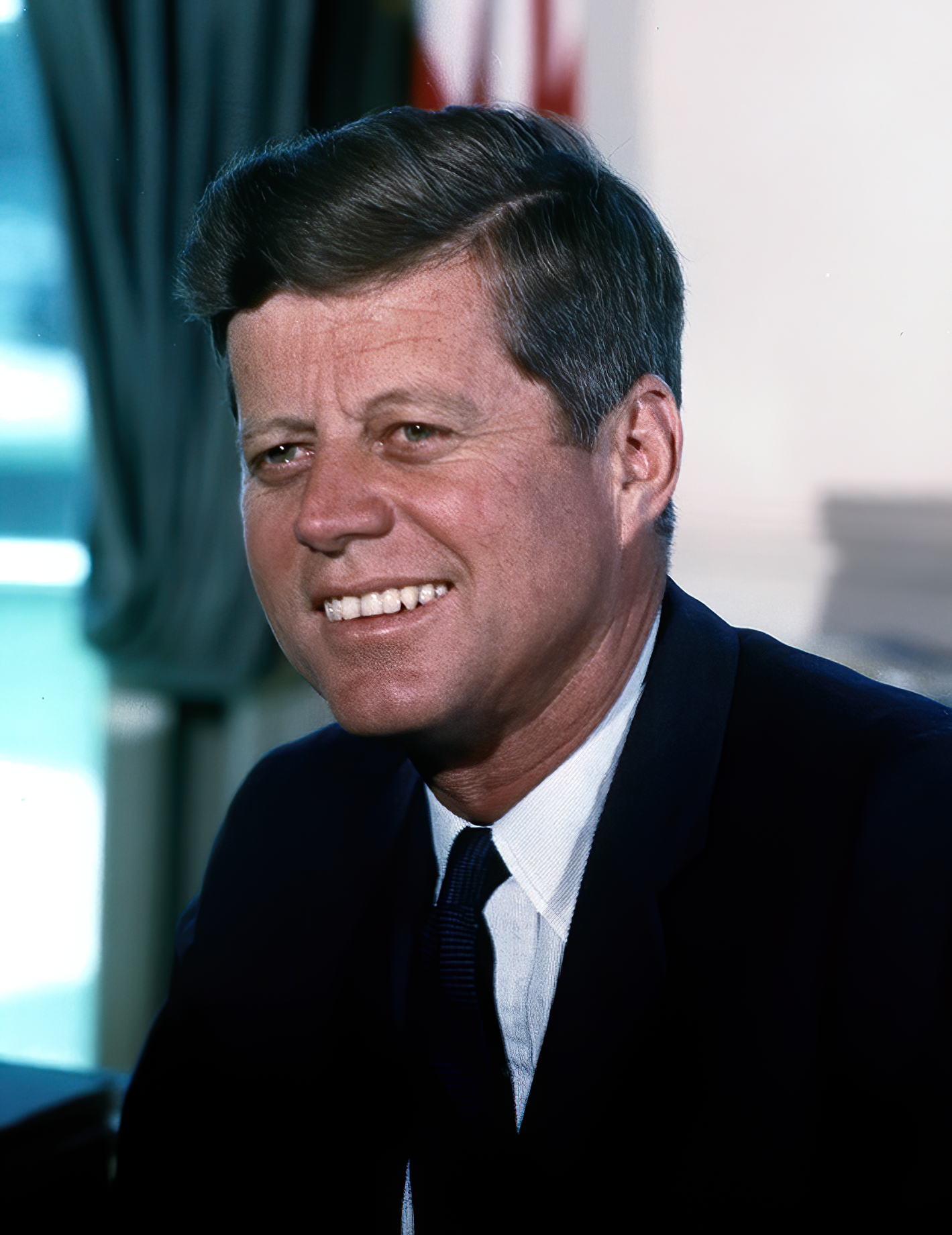
جون كينيدي، الرئيس الخامس والثلاثون للولايات المتحدة
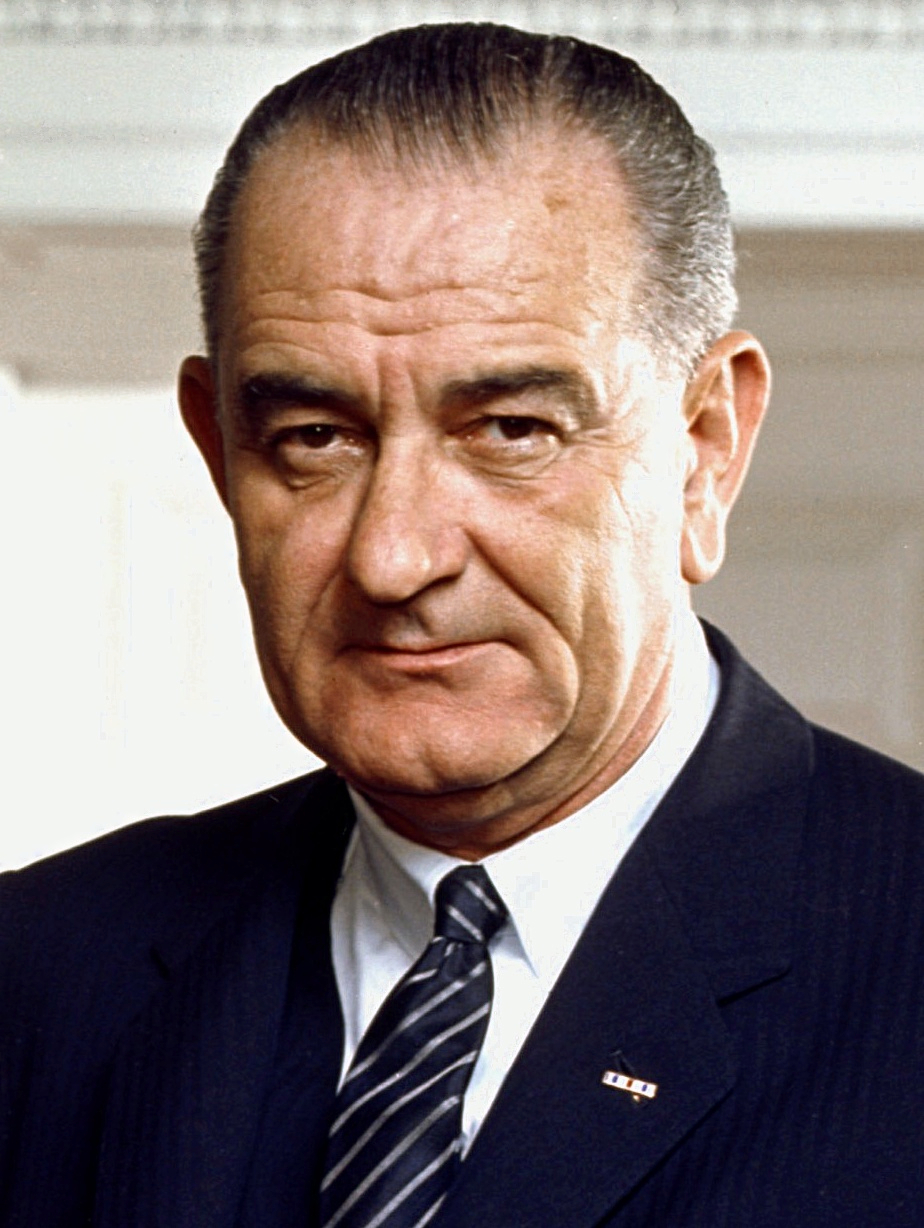
ليندون جونسون، الرئيس السادس والثلاثون للولايات المتحدة
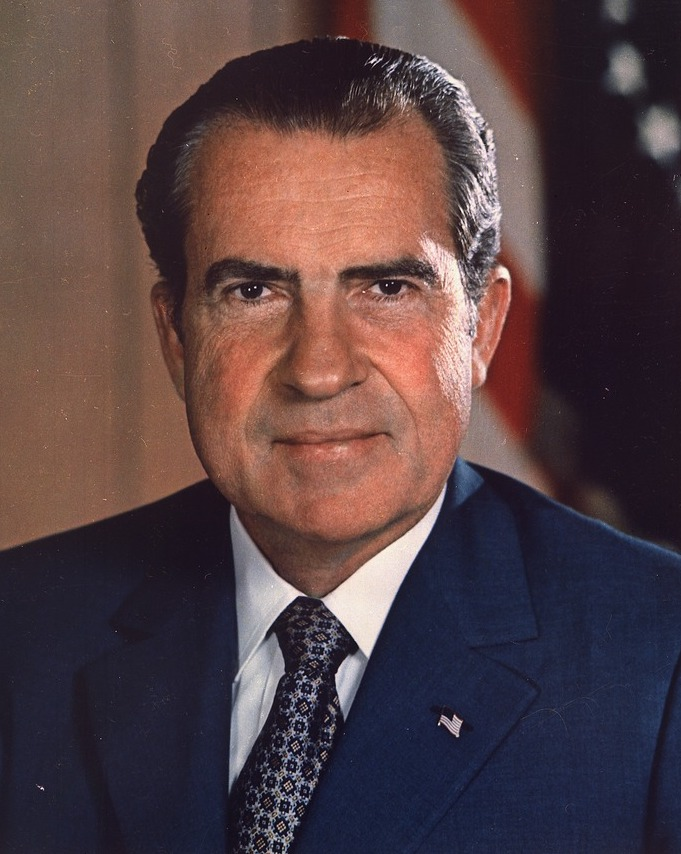
ريتشارد نيكسون، الرئيس السابع والثلاثون للولايات المتحدة
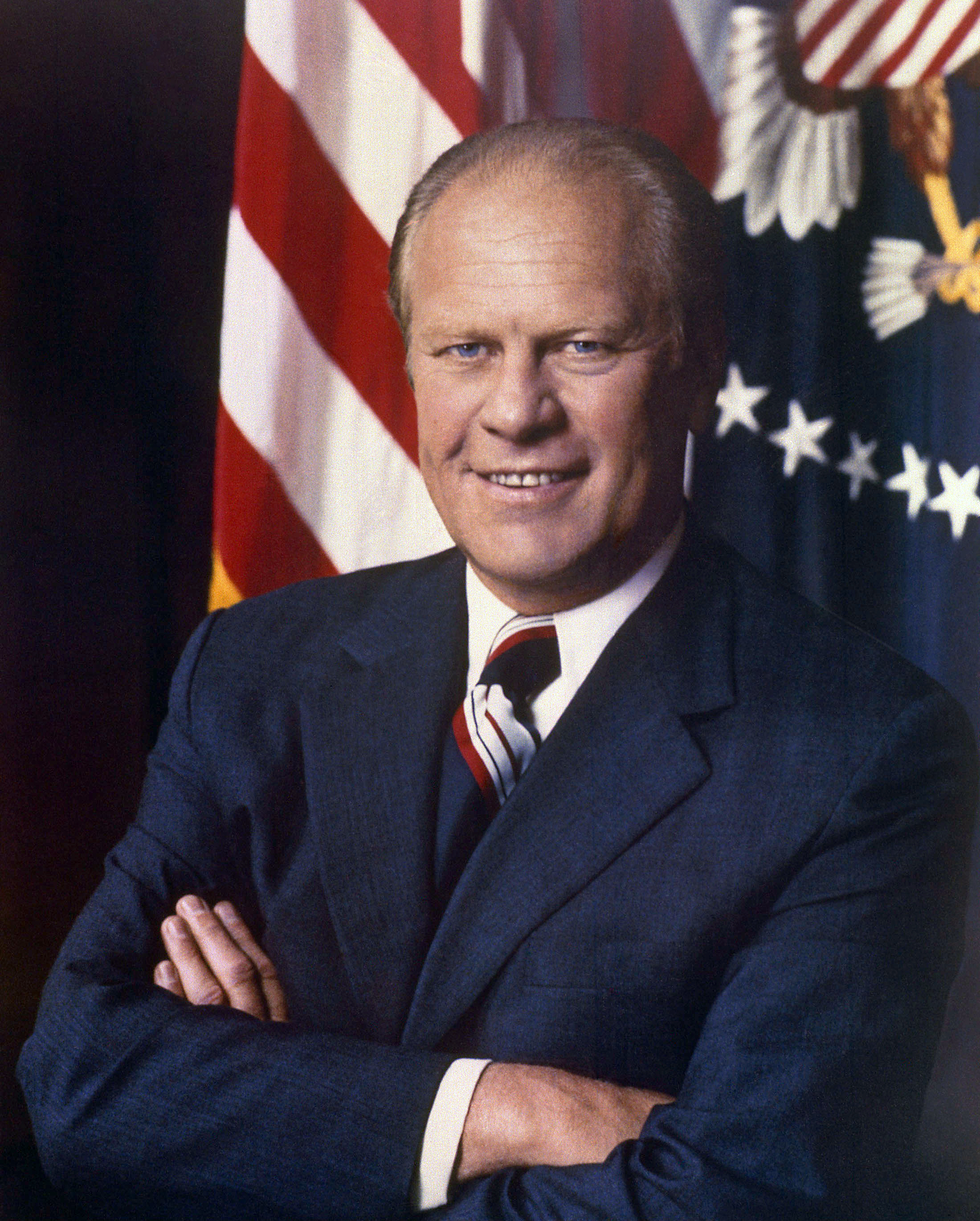
جيرالد فورد، الرئيس الثامن والثلاثين للولايات المتحدة
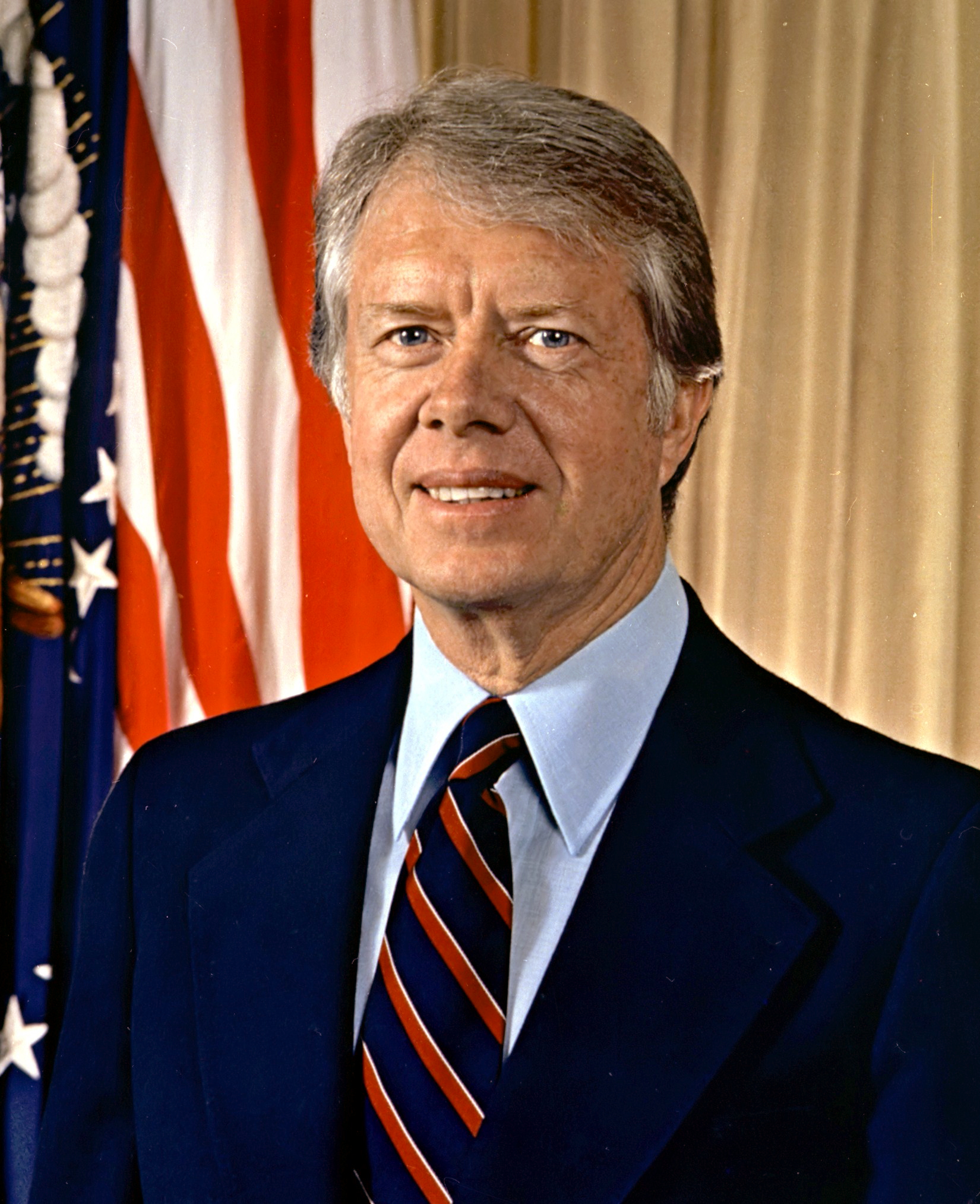
جيمي كارتر، الرئيس التاسع والثلاثين للولايات المتحدة
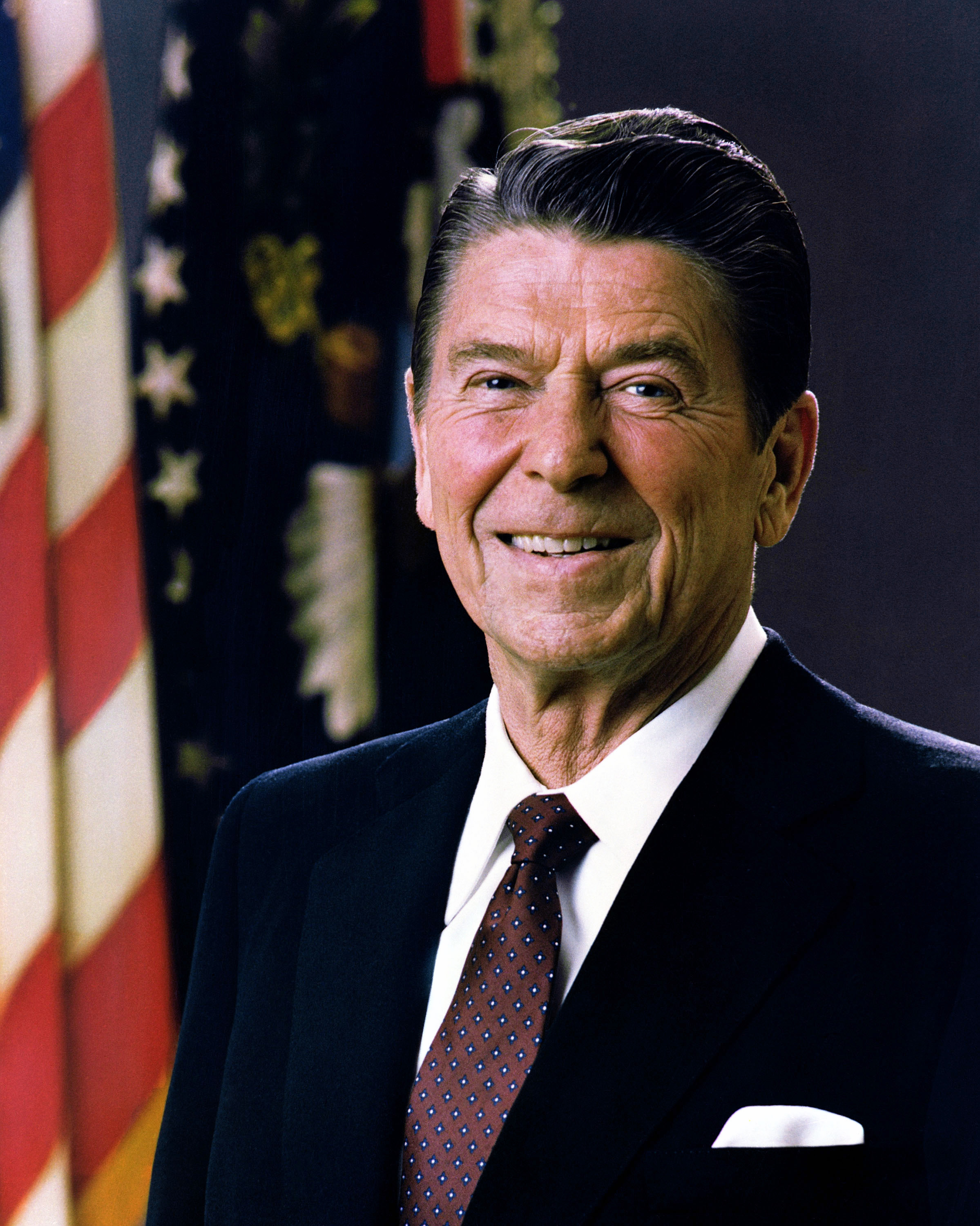
رونالد ريغان، الرئيس الأربعون للولايات المتحدة
جورج بوش الأب، رئيس الولايات المتحدة الأمريكية الحادي والأربعين
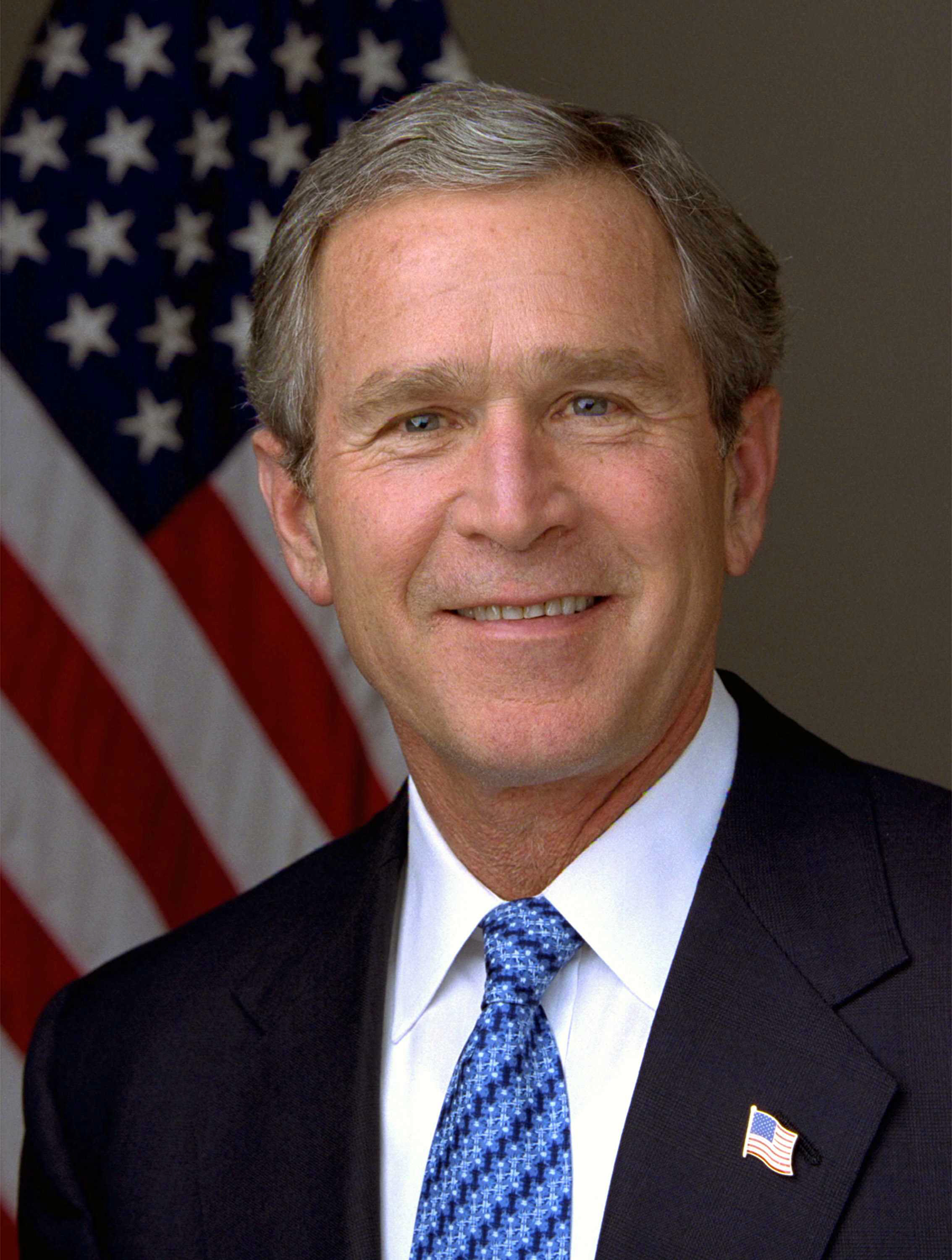
جورج بوش الابن، رئيس الولايات المتحدة الثالث والأربعون
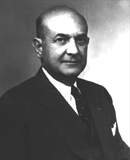
لويس جونسون، وزير الدفاع الثاني للولايات المتحدة
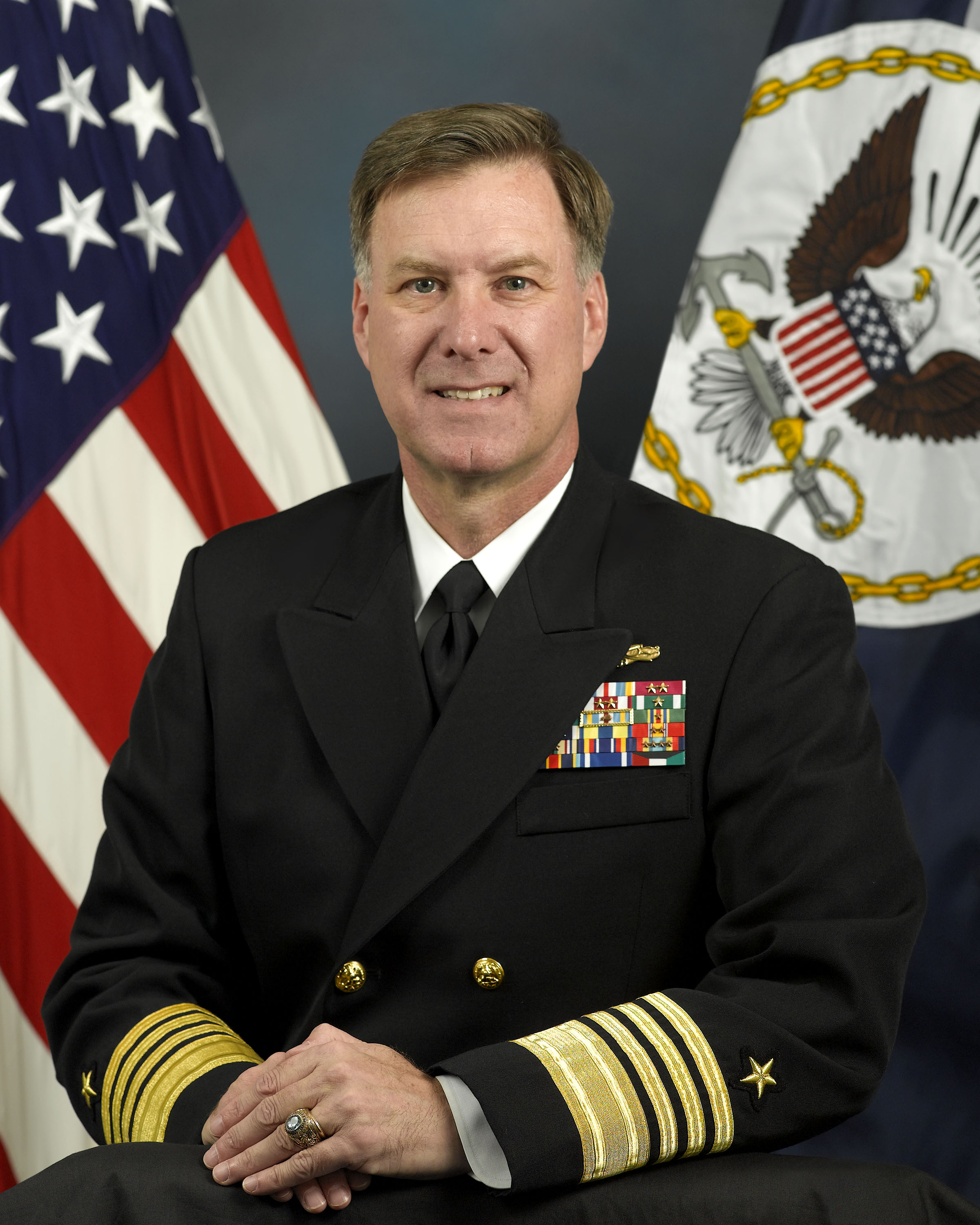
الأدميرال مارك فيرجسون الثالث، النائب السابع والثلاثون لرئيس العمليات البحرية
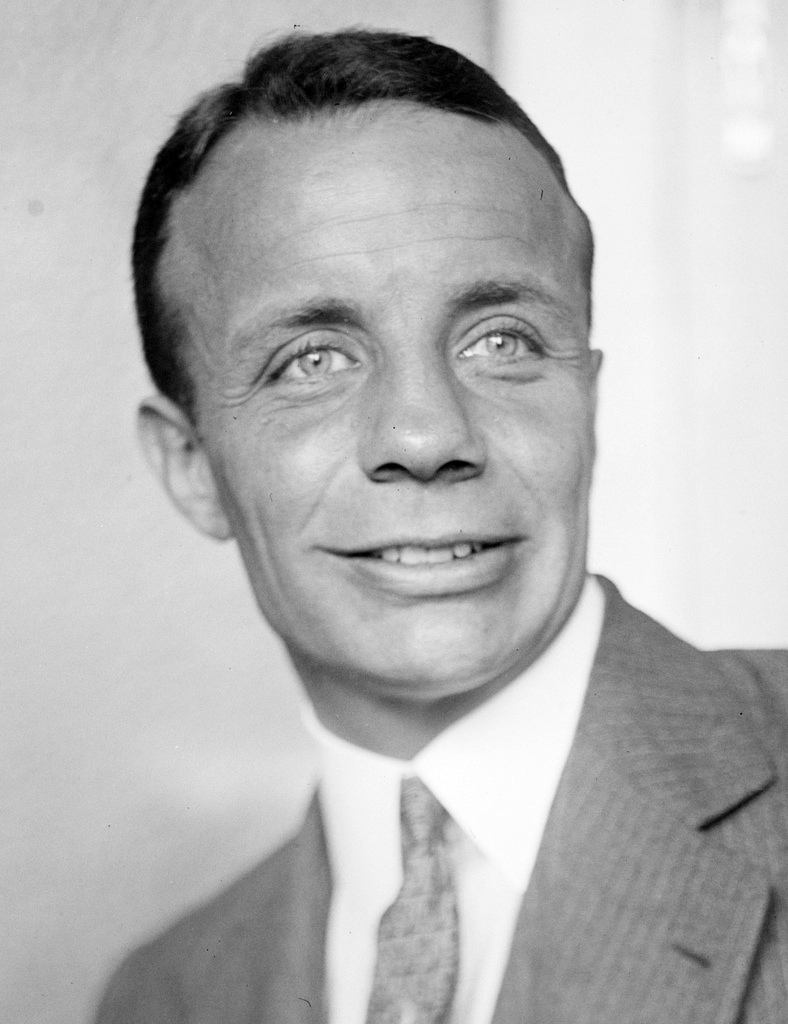
العميد ثيودور روزفلت الابن الحائز على وسام الشرف
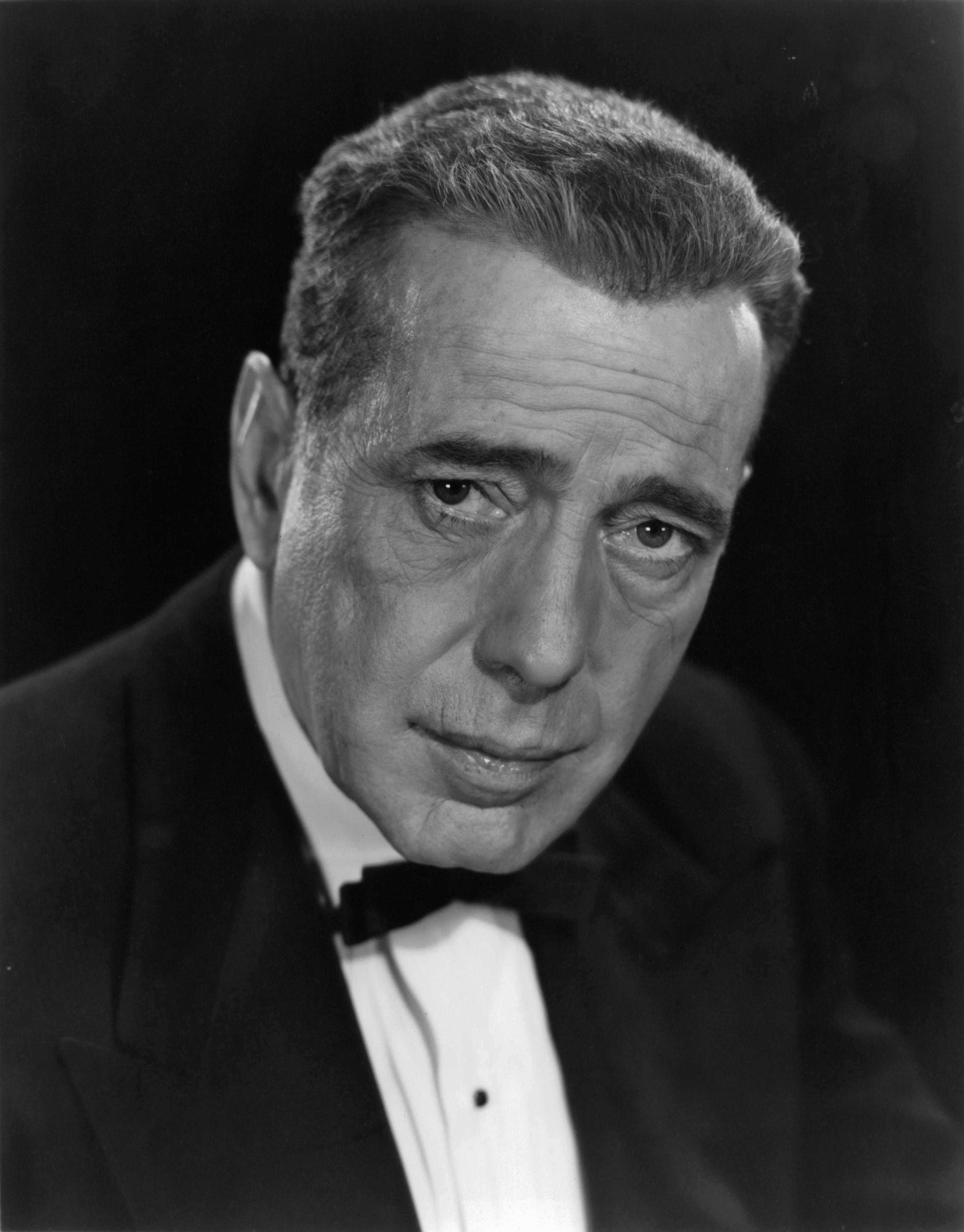
همفري بوجارت، الحائز على جائزة الأوسكار
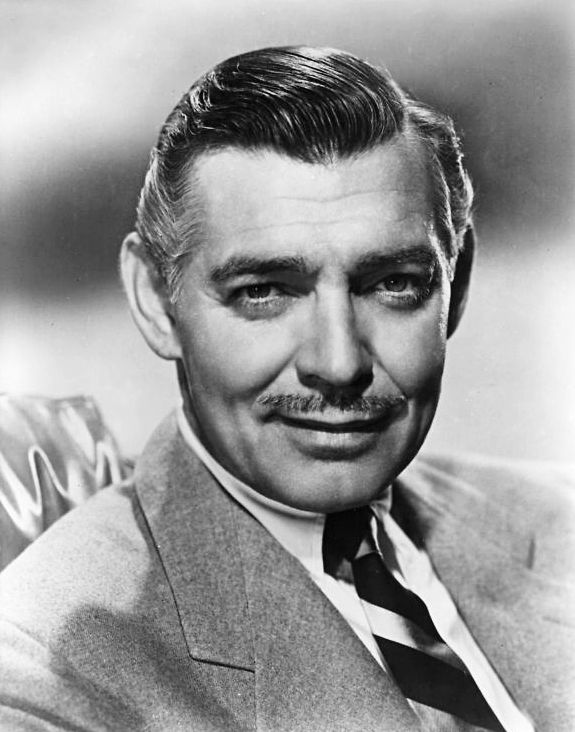
كلارك جابل، الحائز على جائزة الأوسكار

## القادة الفخريين
- المارشال فرديناند فوش.[9]
- الجنرال جون بيرشنغ.[9]